# Lluís Guarner
 (mai 2025).
Si vous disposez d'ouvrages ou d'articles de référence ou si vous connaissez des sites web de qualité traitant du thème abordé ici, merci de compléter l'article en donnant les références utiles à sa vérifiabilité et en les liant à la section « Notes et références ».
Pour les articles homonymes, voir Luis Pérez, Guarner et Pérez.
Lluís Guarner Pérez i Musoles, né à Valence en 1902 et mort dans la même ville en 1986, est un poète, écrivain, critique littéraire, éditeur et académicien espagnol.

## Biographie
Lluís Guarner est né au sein d’une famille aisée ; il descend par sa mère de la lignée des Musoles. Oncle du professeur Manuel Sanchis Guarner, il est licencié en philosophie, lettres et droit de l'université de Valence et devient titulaire d'une chaire de langue et de littérature espagnole dans plusieurs villes d'Andalousie, de Catalogne et de la Communauté valencienne. Guarner reste célibataire et consacre son existence aux études et à l'enseignement.
Il obtient la Flor Natural aux Jocs Florals de la Ciutat i del Regne de Valencia (Jeux floraux de la ville et du royaume de Valence) organisés par Lo Rat Penat, en 1924. Membre de l'Académie des Belles Lettres de Barcelone à partir de 1931, il est signataire des Normes de Castelló de 1932. Il intègre le Centre de culture valencienne en 1965. Son érudition et son œuvre font de lui un des intellectuels et écrivains valenciens les plus connus du XXe siècle. En 1985, on lui décerne le prix des Lettres valenciennes, la plus grande distinction littéraire attribuée par la Communauté valencienne.
Il meurt à l'âge de 84 ans. Le jour de ses funérailles, les plus hautes autorités valenciennes et les grandes personnalités du monde culturel valencien viennent lui rendre hommage. Après sa mort, une fondation est créée avec la Généralité valencienne qui décerne chaque année le prix Lluís Guarner.

## Œuvre
Guerner a écrit des romans, des biographies et des critiques littéraires, mais c'est avant tout un poète et un essayiste. Son œuvre est écrite en catalan et en espagnol. Il est l'auteur de plusieurs études sur les poètes valenciens de la Renaixença : Vicent W. Querol, Teodor Llorente et Jacint Verdaguer. Il a écrit un ouvrage sur le premier incunable espagnol et plusieurs guides sur la ville de Valence, dont le fameux Valencia, tierra y alma de un país, publié en 1974.
Il a fait des traductions de Paul Verlaine et Charles Baudelaire ainsi que plusieurs études sur le personnage de saint Jean de la Croix. Il a collaboré avec d'importantes revues littéraires telles que La estafeta literaria, La Taula de les Lletres Valencianes ou le Boletín de la Real Academia Española. En tout, son œuvre compte plus de cent ouvrages.

### Poésie
Son œuvre poétique est considérable, les poèmes les plus connus sont les suivants :
- Breviario sentimental (1921)
- Llama de amor viva (1923)
- Libro de horas líricas (1925)
- Cançons de terra i de mar (1936)
- Realidad inefable (1942),
- 'Primavera tardía (1945)
- Canciones al vuelo del aire (1945)
- Recança de tardor (1949) y
- La soledad inquieta (1950)

### Principaux essais
- Valencia, tierra y alma de un país (1974).

### Principaux romans
- Taronja a 51º latitud Nord (1930)
- Baix la lluna de Nisan (1931).

### Biographies en espagnol et en catalan
- Castelar, verbo de la democracia (1932)
- Poesía y verdad de Vicente W. Querol (1976)
- La Renaixença valenciana i Teodor Llorente (1985)

### Critiques littéraires
- Poètes modernes, du XVIIIe et du XIXe siècle (1952)
- Anthologie de la poésie espagnole médiévale (1966)
- Édition des Œuvres complètes de Vicente Wenceslao Querol (1974)
- Incunable commenté Les trobes en Lahors de la Verge Maria (1974)

## La maison Guarner
La maison de Lluís Guarner est située à Benifairó de les Valls. C'est une vieille gentilhommière de style valencien traditionnel qu'il a hérité de sa mère et qu'il a peu à peu enrichie. Le rez-de-chaussée conserve sa décoration typique avec des ustensiles et des outils agricoles. L'étage principal, de style bourgeois, possède des décors en céramique. Son bureau et sa bibliothèque sont restés intacts. À l'extérieur, un jardin planté d'arbres majestueux abrite des retables du XVIIIe siècle et du XIXe siècle. La maison, acquise par la fondation bancaire Bancaja, est réservée aujourd'hui à des manifestations culturelles ; le jardin accueille des concerts de musique classique et des récitals poétiques.